# Escola de Medicina da Universidade Stanford
A Escola de Medicina da Universidade Stanford (Stanford University School of Medicine) é a escola de medicina da Universidade Stanford e está localizada no Centro Médico da Universidade Stanford em Stanford, Califórnia, perto das cidades de Palo Alto e Menlo Park. Originalmente era a Cooper Medical College de San Francisco, e foi transferida para o campus de Stanford em 1959.